# Psiloochyrocera
Genre
Psiloochyrocera est un genre d'araignées aranéomorphes de la famille des Ochyroceratidae.

## Distribution
Les espèces de ce genre sont endémiques d'Équateur.

## Liste des espèces
Selon World Spider Catalog (version 16.0, 28/06/2015) :
- Psiloochyrocera cajanuma Baert, 2014
- Psiloochyrocera tortilis Dupérré, 2015

## Publication originale
- Baert, 2014 : Ochyroceratidae (Araneae) of Ecuador. Bulletin de la Société Royale Belge d'Entomologie, vol. 150, p. 70-82.